# 新田 (名張市)
新田（しんでん）は、三重県名張市の美旗地区の中の集落。江戸時代藤堂高虎により開墾された農業集落であり、初瀬街道沿いの宿場町でもある。集落の中ほどにある美波多神社には地区の開墾に尽力した加納直盛公が祭られている 。

## 歴史遺産
- 美波多神社：美旗地区の神社が合祀されている[5]。
- 常夜燈：当時街道を通る人達の道しるべとなっていた。初瀬街道沿いの美波多神社の入り口付近にある（寛永元年の物）。東の端にも常夜燈がある（慶応2年に建立。石積みの上に建つ[6]）。
- 新田用水路：旧青山町（伊賀市青山地区）の高尾から水を引く水路。その長さは3里18町（約15km）にも及ぶ。美旗小学校や美旗古墳群の辺りは「美濃が原」と呼ばれ、この地の開墾を進めるため藤堂高次の命により加納直盛らは東ノ狭間池と大池（上小波田、滝之原）を完成させるが、  決壊や水量不足により新たに加納直盛の子、直堅が事業を受け継ぎ約20年の歳月をかけ完成させた[7][8][9]。
- 井筒屋：新田宿にあった旅籠。旧美旗郵便局の隣の長屋門のある家。大阪の商人が記したと言われる「伊洲尾洲道中記」には伊勢街道で随一の旅籠と記される。宿泊客に絹の寝具でもてなし、お菓子に当時は珍しいこんぺいとうを出していたとも記される。
- 真性寺：馬頭観音をお祭りするお寺。旧暦の新年初めての午の日に初午祭が行われる。
- 日時計石：新田用水路から各農家の水田に水を入れる時間を決めていた日時計。

## 地域
- 地区の呼び方：美旗小学校より東側を「新田東」、西側を「新田西」と呼ぶ。「新田西」の中でも現在片側1車線の道路となっている地区は、その昔街道の片方だけに家が並んでいたことから「片原（かたはら）」と呼ばれる。

### 交通
- 美旗駅
- 初瀬街道

### 学校
- 名張市立美旗小学校